# Schlacht von Odžak
Die Schlacht von Odžak war die letzte Schlacht des Zweiten Weltkriegs in Europa. Die Schlacht dauerte 16 Tage und endete am 25. Mai 1945, als die Kroaten aufgaben. Die Kroaten verloren fast jeden Soldat während die Jugoslawen zwischen 1.500–10.000 Soldaten verloren haben.

## Verlauf
Die Schlacht um Odžak fand im April und Mai 1945 im Norden Bosniens statt. Sie gilt als die letzte Schlacht des Zweiten Weltkriegs in Europa. Während der Krieg in Europa offiziell beendet war, dauerten die Kämpfe in dieser Region noch bis zum 25. Mai an.
Die jugoslawische Armee kämpfte gegen eine kleinere Gruppe kroatischer Verteidiger, die sich vor allem aus der lokalen Bevölkerung zusammensetzte. Ihr Ziel war es, ihre Heimat zu schützen. Die Kämpfe waren heftig und forderten viele Opfer.
Am 18. April begann die jugoslawische Armee mit dem Angriff auf Odžak und umliegende Dörfer. Sie erwartete einen schnellen Sieg, traf jedoch auf gut vorbereitete Verteidiger. Die Kämpfe zogen sich über Wochen hin. Die Verteidiger hatten Schützengräben angelegt und das Gelände vorbereitet. Besonders bei Vlaška Mala erlitten die Angreifer schwere Verluste. Trotz ihrer Überlegenheit gelang es der Armee lange nicht, die Linien zu durchbrechen. Erst am 25. Mai, nach massivem Artillerie und Fliegerbeschuss, gelang der Durchbruch bei Vlaška Mala. Dabei kam es zu Vergeltungsaktionen und Erschießungen von Verwundeten und Zivilisten. Ein kleiner Teil der Verteidiger konnte in letzter Minute ausbrechen. Das Schicksal des Kommandanten Petar Rajkovačić blieb ungeklärt. Die Verluste der jugoslawischen Armee lagen bei zwischen 1.000–10.000 Toten und rund 7.000 Verwundeten. Nahezu alle Verteidiger kamen ums Leben oder wurden später getötet.